# Michael Reissig
Michael Reissig (* 19. September 1958 in Halle (Saale)) ist ein deutscher Mathematiker. Er ist seit 2001 Professor mit dem Arbeitsgebiet Partielle Differentialgleichungen an der Technischen Universität Bergakademie Freiberg.

## Werdegang
Reissig studierte von 1979 bis 1984 Mathematik an der Martin-Luther-Universität Halle-Wittenberg. Von 1986 bis 1989 war er befristeter Assistent an der Universität. In dieser Zeit legte er 1987 seine Promotion A ab. Ab 1989 war er befristeter Assistent an der Technischen Universität Bergakademie Freiberg. 1991 legte er seine Promotion B ab. Ab 1994 war Reissig als Privatdozent an der Universität tätig. Er ist seit 2001 außerplanmäßiger Professor für Partielle Differentialgleichungen an der Technischen Universität Bergakademie Freiberg.
Im Laufe seiner akademischen Karriere hatte er verschiedene Gastprofessuren inne,  von Februar bis März 2002 an der Universität Tsukuba, im Mai 2003 an der Universität Turin und im Juni 2008 an Universität Paris 6 - Pierre und Marie Curie. Er betreute  18 Doktoranden, darunter Halit Sevki Aslan, Ngoc Bui Tang Bao, Wenhui Chen, Tuan Anh Dao, Michael Dreher, Christian Jäh, Mohamed Kainane Mezadek, Daniel Lorenz, Xiaojun Lu, Abdelhamid Mohammed Djaouti, Wanderley Nunes do Nascimento, Alessandro Palmieri, Jens Wirth.
Von 2017 bis 2021 war Reissig Präsident der ISAAC Gesellschaft.
Seit 2013 ist Reissig stellvertretender Vorsitzender des TV Brand-Erbisdorf 92 e.V.